# 水口地堡
抗日遗址——水口地堡，位于中国广东省开平市水口镇，为开平市文物保护单位，类型为近现代重要史迹及代表性建筑，公布时间为2007年10月。
抗日遗址——水口地堡的历史年代为抗日战争时期。